# ラクトビオン酸
ラクトビオン酸（Lactobionic acid：LacA）は、グルコン酸とガラクトースからなる二糖および糖酸である。4-O-β-ガラクトピラノシル-D-グルコン酸（4-O-β-galactopyranosyl-D-gluconic acid）ともいう。ラクトビオン酸のアニオン型はラクトビオナート（lactobionate）として知られる。

## ラクトビオン酸塩
糖酸の一つであり、カルシウムやカリウム、ナトリウム、亜鉛などの無機カチオンと塩を作る。ラクトビオン酸カルシウムは安定剤として食品に添加されている。ラクトビオン酸カリウムは浸透圧支持と細胞膨張の防止の為に作られたViaspanのような臓器保存溶液に付加される。また、ラクトビオン酸無機塩は無機物の補給にも使われる。

## 用途
ラクトビオン酸は酸化防止剤として化粧品産業で使われ、製薬産業ではラクトビオン酸エリスロマイシンのような塩の形成に使われる。